# Ereala
Ereala is een geslacht van hooiwagens uit de familie Assamiidae.
De wetenschappelijke naam Ereala is voor het eerst geldig gepubliceerd door Roewer in 1950. 

## Soorten
Ereala is monotypisch en omvat slechts de volgende soort:
- Ereala armata